# أندريه تاسين
أندريه تاسين (بالفرنسية: André Tassin) (23 فبراير 1902 – 12 يناير 1987) لاعب كرة قدم فرنسي راحل كان يجيد اللعب في مركز حارس مرمى . شارك مع منتخب فرنسا في بطولة كأس العالم لكرة القدم 1930 في الأوروغواي وبقي احتياطيا للأساسي أليكس ثيبو . اعتزل دوليا في سنة 1932 .

## وصلات خارجية
- أندريه تاسين على موقع الاتحاد الدولي (مؤرشف)  (الإنجليزية)
- أندريه تاسين على موقع قاعدة بيانات كرة القدم.إي يو (الإنجليزية)
- أندريه تاسين على موقع ناشيونال فوتبول تيمز (الإنجليزية)
- أندريه تاسين على موقع Soccerway.com (الإنجليزية)
- أندريه تاسين على موقع عالم كرة القدم.نت (الإنجليزية)
- الاتحاد الفرنسي لكرة القدم